# Judith Goldbach
Judith Goldbach (* 21. Juli 1981 in Böblingen) ist eine deutsche Jazzmusikerin (Kontrabass, Komposition).

## Leben und Wirken
Goldbach, die zunächst in Altdorf und ab 1986 in Schönaich aufwuchs, erhielt ab dem Alter von sieben Jahren Instrumentalunterricht an Klavier, dann auf der Gitarre, später auf der E-Gitarre und der Bassgitarre. Nach dem Abitur am Albert-Einstein Gymnasium Böblingen 2001 entdeckte sie ihre Leidenschaft zum Jazz und zum Kontrabass. Nach Unterricht bei Karoline Höfler begann sie 2003 ihr Studium an der Hochschule für Musik und Darstellende Kunst Mannheim bei Thomas Stabenow. 2008 schloss sie ihr Studium  mit Diplom ab; einen anschließenden Masterstudiengang absolvierte sie 2010.
Goldbach gehörte von 2004 bis 2006 zum Landesjugendjazzorchester Baden-Württemberg unter der Leitung von Bernd Konrad. Als Mitglied von Peter Herbolzheimers European Masterclass Big Band konzertierte sie mit Ack van Rooyen, Herb Geller, Kenny Wheeler und Benny Golson in Europa und Nordamerika. 2009 gründete sie ihre eigene Band und leitet seitdem das Judith Goldbach Quartett, mit dem sie zunehmend die Klangwelten von Bartok erkundet.
Weiterhin gehörte sie zum Musikkabarett-Duo Fräuleinjazz (mit der Sängerin Sarah Lipfert), der Tobias Becker Big Band, Bass hoch drei, der Kicks ´n Sticks Big Band und Deuce. Daneben trat sie mit dem Jazz Ensemble Baden-Württemberg auf. Zudem wirkte sie in Musical- und Ballettproduktionen u. a. am Nationaltheater Mannheim und im Alten Schauspielhaus Stuttgart. Goldbach ist auch auf Alben von Gee Hye Lee und Christoph Neuhaus zu hören. Daneben ist sie als Musikpädagogin tätig.
2008 wurde ihr, kuratiert von Nancy Wilson, der Sisters in Jazz Award der IAJE verliehen.

## Diskographische Hinweise
- Reisetagebuch (Jazz'n Arts 2015, mit Tim Hurley, Claus Kiesselbach und Christian Huber)[2]
- Diary of a Fly (Cut-Music 2018, mit Sebastian Böhlen, Claus Kiesselbach Christian Huber)
- David Amram: Live in Germany 1954-2013 (Bandcamp 2022, rec. 2013 mit Thomas Siffling, Emil Mangelsdorff, Matthias Ockert, Erwin Ditzner)